# Arenac megye
Arenac megye az Amerikai Egyesült Államokban, azon belül Michigan államban található. Megyeszékhelye és legnagyobb városa Standish. Lakosainak száma 15 002 fő (2020. április 1.). Arenac megye Iosco, Bay, Ogemaw és Gladwin megyékkel határos.

## Népesség
A megye népességének változása:
| Lakosok száma | 15 871 | 15 641 | 15 522 | 15 487 | 15 261 | 15 002 |
|               | 2010   | 2011   | 2012   | 2013   | 2015   | 2020   |